# Юровці
Юровці (словен. Jurovci) — поселення в общині Видем, Подравський регіон‎, Словенія.